# Трокмортон (округ)
Округ Трокмортон (англ. Throckmorton county) — округ штата Техас Соединённых Штатов Америки. На 2000 год в нём проживало 1850 человек. По оценке бюро переписи населения США в 2008 году население округа составляло 1667 человек. Окружным центром является город Трокмортон. Округ Трокмортон является одним из 5 округов Техаса, где действует сухой закон.

## История
Округ Трокмортон был сформирован в 1879 году из части округа Фаннин. Он был назван в честь Уильяма Эдварда Трокмортона, одного из ранних поселенцев.

## География
По данным бюро переписи населения США площадь округа Трокмортон составляет 2371 км², из которых 2363 км² — суша, а 8 км² — водная поверхность (0,34 %).